# Jackson (Kalifornia)
Jackson – miasto w Stanach Zjednoczonych, w stanie Kalifornia, w hrabstwie Amador. Według spisu ludności przeprowadzonego przez United States Census Bureau, w roku 2010 miasto Jackson miało 4651 mieszkańców.